# Павлович Владислав Юрійович
Владислав Юрійович Павлович (рос. Владислав Юрьевич Павлович, нар. 17 березня 1971, Москва, Росія) — російський фехтувальник на рапірах, олімпійський чемпіон 1996 року.

## Виступи на Олімпіадах
| Олімпіада    | Дисципліна           | Місце |
| ------------ | -------------------- | ----- |
| Атланта 1996 | індивідуальна рапіра | 14    |
| Атланта 1996 | командна рапіра      | 1     |